# الزراعة في فرنسا

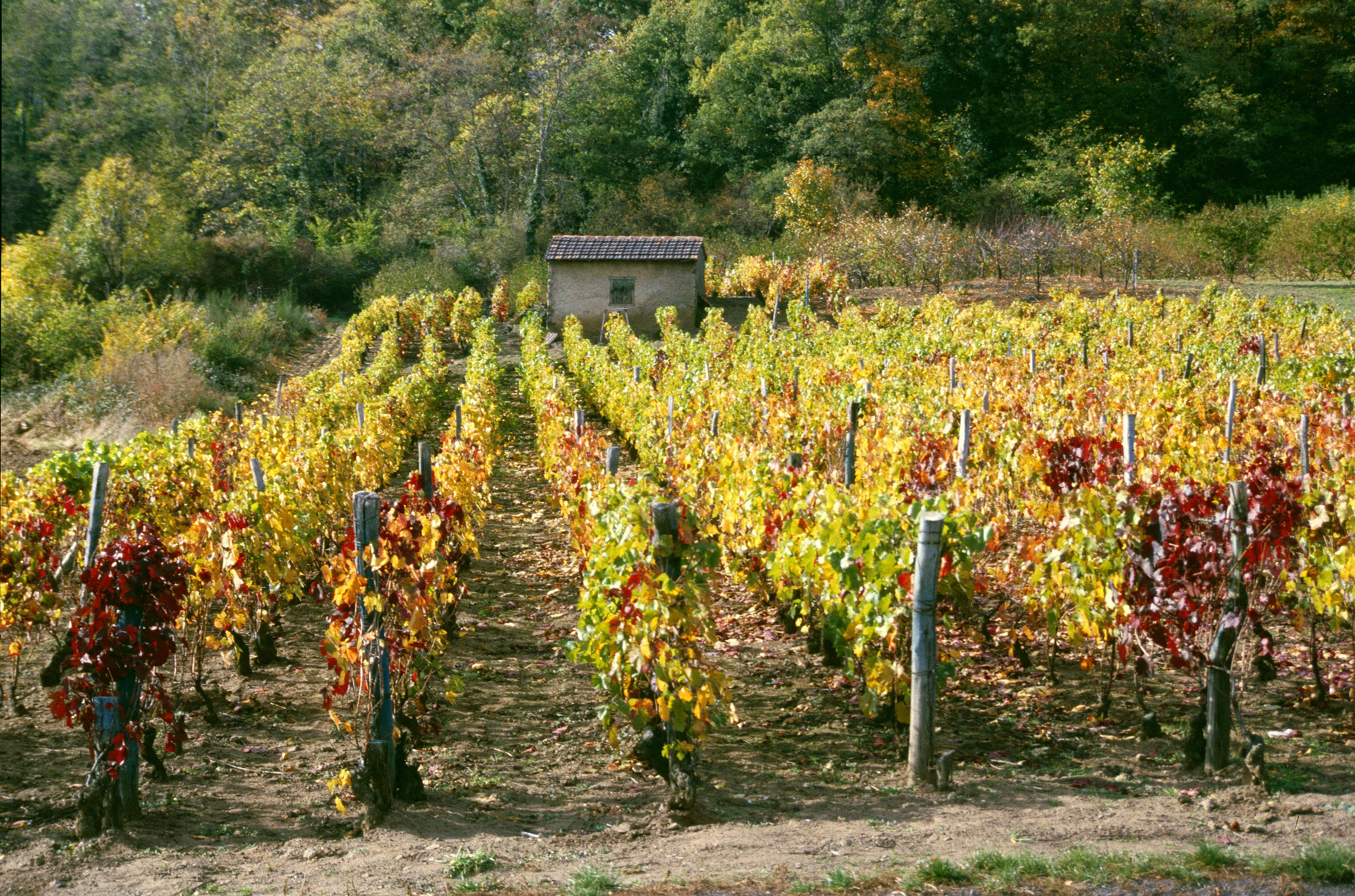
زراعة الكروم (أو العنب) من أهم مجالات الإنتاج الزراعي الفرنسي

الزراعة في فرنسا، (بالفرنسية: Agriculture en France)‏، حبث تعتبر فرنسا هي ثاني أكبر مصدر زراعي في العالم، سادس أكبر منتج زراعي في العالم، والطاقة الزراعية في الاتحاد الأوروبي، وهو ما يمثل نحو ثلث مجموع الأراضي الزراعية داخل الاتحاد الأوروبي.
يتميز شمال فرنسا بمزارع القمح الكبيرة. تتركز منتجات الألبان، ولحم الخنزير، والدواجن، وإنتاج التفاح، في المنطقة الغربية. يقع إنتاج لحوم البقر في وسط فرنسا، في حين أن الإنتاج من الفواكه، والخضروات، والنبيذ، في جنوب فرنسا.
تبلغ مساحة الاراضى الزراعية المستخدمة في فرنسا قرابة 30 مليون هكتار، أي أكثر من نصف الأراضي الفرنسية، وتنقسم هذه المساحة الزراعية المستغلة إلى 3 محاصيل رئيسية: 63 في المائة من أراضي المحاصيل مخصصة لزراعة محاصيل الحبوب والأعلاف بشكل رئيسي، و34 في المائة من مساحة الأعشاب، و3 في المائة من المحاصيل المعمرة وكروم العنب والبساتين.
تعد فرنسا أول قوة زراعية في الاتحاد الأوروبي، بإنتاج زراعي قدره 61 مليار يورو في عام 2009، تنتج 19 في المائة من السلع الزراعية الأوروبية، وتحتوى على أكبر منطقة زراعية في الاتحاد الاوروبى.
فرنسا هي منتج كبير من العديد من المنتجات الزراعية، وتتوسع حاليا في مجال الغابات، والصناعات السمكية. وقد أدى تنفيذ السياسة الزراعية المشتركة وجولة أوروغواي، للاتفاق العام بشأن التعريفات الجمركية والتجارة (الجات) في إجراء إصلاحات في القطاع الزراعي في الاقتصاد.
وثاني أكبر مصدر في العالم الزراعية، وتحتل فرنسا المرتبة فقط بعد الولايات المتحدة. والمقصد من 70٪ من صادراتها هي الأخرى في الاتحاد الأوروبي الدول الأعضاء. فرنسا تقدم أيضا الصادرات الزراعية لكثير من البلدان الأفريقية الفقيرة (بما في مستعمراتها السابقة) الخطيرة التي تواجه نقصا في الغذاء. القمح ولحم البقر والخنزير والدواجن ومنتجات الألبان هي الصادرات الرئيسية.
الولايات المتحدة تواجه منافسة شرسة من الإنتاج المحلي، وغيرها من الدول الأعضاء في الاتحاد الأوروبي، ودول العالم الثالث. حيث أن الصادرات الزراعية الأميركية إلى فرنسا، يبلغ مجموعها نحو 600 مليون دولار سنويا، وتتألف أساسا من فول الصويا والمنتجات والأعلاف، والمأكولات البحرية، والمنتجات الاستهلاكية المنحى، خصوصا الوجبات الخفيفة والمكسرات. أما الصادرات الفرنسية إلى الولايات المتحدة هي أكثر المنتجات ذات القيمة العالية مثل الجبن، والمنتجات المصنعة، والنبيذ.
تلقى القطاع الزراعي الفرنسي 11000000000€ تقريبا من إعانات الاتحاد الأوروبي. ويرتبط معظمها بالميزة التنافسية لفرنسا، والجودة العالية، والسمعة العالمية لمنتجاتها، من بينها بعض المنتجات الزراعية في العالم الأكثر شهرة مثل النبيذ أو الجبن.،